# Oreothlypis
Oreothlypis Ridgway, 1884 è un genere di uccelli passeriformi della famiglia dei Parulidi. Comprende due specie originarie dell'America Centrale.

## Specie
A questo genere vengono attualmente ascritte due specie:
- Oreothlypis superciliosa (Hartlaub, 1844) - parula semilunare;
- Oreothlypis gutturalis (Cabanis, 1861) - parula golaflammea.

In passato nel genere Oreothlypis furono inserite anche altre specie che ora sono state inserite in un genere a parte, Leiothlypis:
- Leiothlypis peregrina (A. Wilson, 1811) - parula del Tennessee;
- Leiothlypis celata (Say, 1822) - parula capoarancio;
- Leiothlypis crissalis (Salvin e Godman, 1889) - parula del Colima;
- Leiothlypis luciae (J. G. Cooper, 1861) - parula di Lucy;
- Leiothlypis ruficapilla (Wilson, 1811) - parula di Nashville;
- Leiothlypis virginiae (S. F. Baird, 1860) - parula di Virginia.